# Esto es fútbol
Esto es fútbol es una serie de videojuegos de fútbol de Sony Computer Entertainment Europe (SCEE) creadas por London Studio. El primer título apareció en 1999 en PlayStation, contando con 9 ligas de diferentes partes del mundo y selecciones de distintos países; al tener licencia FIFPro, el juego incluye 30,000 jugadores reales. Le siguió una  secuela, Esto es fútbol 2 (2000), también para PlayStation. Los siguientes juegos de la serie fueron lanzados para PlayStation 2. Hasta el momento, el último en salir a la venta fue This is Football 2005.
La saga se ha llamado diferentes nombres dependiendo del país:
- Reino Unido: This is Football
- Portugal: Isto é futebol
- Francia: Le monde des bleus
- Alemania: Fußball Live
- Australia: This is Soccer
- Norteamérica: World Tour Soccer

## Juegos de la saga
- Esto es fútbol (1999, PlayStation)
- Esto es fútbol 2 (2000, PlayStation)
- Esto es fútbol 2002 (2001, PlayStation 2)
- Esto es fútbol 2003 (2002, PlayStation 2)
- Esto es fútbol 2004 (2003, PlayStation 2)
- Esto es fútbol 2005 (2004, PlayStation 2)

## Equipos
- Liga Inglesa (todos los juegos)
- Liga Española (todos los juegos)
- Liga Holandesa (todos los juegos)
- Liga Francesa (todos los juegos)
- Liga Italiana (todos los juegos)
- Liga Alemana (todos los juegos)
- Liga Escocesa (todos los juegos)
- Liga Belga (todos los juegos, excepto 2002)
- Liga Portuguesa (todos los juegos)
- Liga Argentina (2003-2005)
- Liga Brasileña (2003-2005)
- Liga Japonesa (2003-2005)
- Liga Surcoreana (2003-2005)
- Liga Mexicana (2003-2005)
- Major League Soccer (EE. UU.) (2003-2005)
- Liga Árabe (2004-2005; reúne equipos de varios países árabes en lugar de un solo)
- Liga Australiana (2004-2005)
- Liga Austriaca (2004-2005)
- Liga Danesa (2004-2005)
- Liga Finlandesa (2004-2005)
- Liga Noruega (2004-2005)
- Liga Sueca (2004-2005)
- Liga Suiza (2004-2005)
- Resto del Mundo (todos los juegos, excepto el primero; incluye equipos de los seis continentes)
- Equipos Clásicos (2002-2005)
- Equipos Escolares (2002-2005)
- Selecciones nacionales de los seis continentes

- Datos: Q2037455